# NGC 3102
NGC 3102 је елиптична галаксија у сазвежђу Велики медвед која се налази на NGC листи објеката дубоког неба.
Деклинација објекта је + 60° 6' 28" а ректасцензија 10h 4m 31,7s. Привидна величина (магнитуда) објекта NGC 3102 износи 13,3 а фотографска магнитуда 14,3. NGC 3102 је још познат и под ознакама UGC 5418, MCG 10-15-7, CGCG 289-30, KARA 396, CGCG 290-4, PGC 29220.